# Brachyglossina tibbuana
Brachyglossina tibbuana là một loài bướm đêm trong họ Geometridae.